# إيسلينج مولوي
إيسلينج مولوي (بالإنجليزية: Aisling Molloy) هي عداء مسافات متوسطة أيرلندية، ولدت في 12 يونيو 1964.

## وصلات خارجية
- إيسلينج مولوي على موقع الاتحاد الدولي لألعاب القوى (الإنجليزية)